# 池田哲夫 (実業家)
池田 哲夫（いけだ てつお、1959年2月23日 - ）は、日本の実業家。小松マテーレ代表取締役社長や、日本染色協会会長、日本繊維産業連盟副会長を務めた。

## 経歴
石川県出身。石川県立寺井高等学校を経て、1981年京都産業大学経済学部卒業。京都産業大学ユースホステルクラブ出身。同年小松精練（現・小松マテーレ）入社。長く営業を担当し、小松精練営業第3部長等を経て、2006年3月に小松精練上席執行役員営業本部長補佐兼第1事業部長兼資材第2営業部長兼大阪営業所長に就任。2006年6月に上席執行役員、2007年6月に取締役上席執行役員、2009年6月に常務執行役員に就任した。2011年1月から小松精練代表取締役社長を務め、新分野開発や隈研吾とのコラボなどを行い、業績拡大を進めた。2013年に日本染色協会会長に就任。2018年に小松マテーレへの商号変更を行い、同代表取締役社長となる。日本繊維産業連盟副会長等も歴任。2019年3月30日に、一身上の都合により社長職を辞職した。

## 人物
家族として妻と長男、次男がおり、長男は独立している。1、2月以外には健康維持のため毎週末にゴルフを行っている。好きな本として松下幸之助、稲盛和夫、永守重信といった、力のある人物を題材にした本を挙げている。好きな球団は読売ジャイアンツ、力士は大鵬、政治家は田中角栄であり、その理由として「強いものが好きだから」と語っている。座右の銘は「努力に勝る天才なし」。